# Phajo Drugom Zhigpo
Phajo Drugom  Zhigpo (dzongkha: ཕ་ཇོ་འབྲུག་སྒོམ་ཞིག་པོ; Wylie: pha jo 'brug sgom zhig po), född 1184 och död 1251  var en tibetansk buddhistiskmunk som spred Drugpa-kagyü-skolan till Bhutan. Han sågs där som bodhisattvan Avalokiteshvara. Hans efterföljare kom att spela en viktig roll i Bhutans historia. De platser som är förknippade med Phajo Drugom Zhigpo och hans efterföljare är föreslagna att tas upp på Unescos världsarvslista.

## Biografi
Strax innan Tsangpa Gyare Yeshe Dorje, grundare av Drukpa-kagyü-skolan gick bort förmedlade han följande profetia till sin brorson, Onre Darma Senge:
| ” | En ung kampha (från Kham) är på väg. Men han kommer inte att träffa mig. Du måste hålla utkik efter honom. Sänd honom söderut, till dalen som Orgyen Padma Jungne välsignat. Den unge mannen kommer att tjäna Buddha Dharma på ett storartat sätt. | „ |

### Uppväxt
Den unge mannen var Phajo Drugom Zhigpo som förmodligen föddes 1184, vid Yangtse Babchu (ryang tse 'bab chu), Tashigang i Do-Kham-provinsen i östra Tibet som den yngste av tre söner till köpmannen Dabzang  (zla-bzang)  och dennes hustru Achi Palmo Kyid (a lce dpal mo skyid). Många legender och myter kringvärver Zhigpos uppväxt, men han ska ha varit ett både envist och brådmoget barn.
Vid sju års ålder började hans studier hos prästerskapet inom Nyingma. Vid 12 års ålder fick han undervisning av Nyingma-mästaren Tharpalingpa och antog namnet Tarpa Gyaltsen. Tharpalingpa satte honom in i de olika nivåerna av tantra, i Dzogchen  (rdzogs chen)  och "Mahākāruṇikas cykler".
Vid Lingkar Drak, en av de platser som välsignats av guru Padmasambhava, bedrev han senare en långvarig mediationsserie.

### Sangey Onre Darma Senge
Så småningom fick Zhigpo kännedom om Tsangpa Gyares profetia och begav sig till Ü-Tsang-regionen (དབུས་གཙང་, Dbus-gtsang) i västra Tibet, en vandring som tog honom nästan ett helt år.
Under vandringstiden hann Tsangpa Gyares gå bort, precis som enligt sin profetia och Zhigpo sökte istället upp Onre Darma Sengye. Han var 33 år gammal när han mötte Sengye i Ralung. Zhigpo blev dennes lärjunge och mottog Drukpa-kagyü-skolans lära. Detta varade i ungefär ett år varefter Zhigpo under tre påföljande år ägnade sig åt intensiv meditation vid Jekar och Longdol, för att helt tillägna sig den djupare förståelsen av läran.
Tillbaka hos sin läromästare Sengye fic khan namnet Phajo Druggom Zhigpo och återstoden av Drukpas esoteriska läror: Rechungpas Samvaras viskningar (bde mchog snyan rgyud). Han fick också del av Tsangpa Gyares fullständiga profetia och uppmaningen att bege sig till Bhutan. Detta skedde 1224, när Zhigpo var 40 år gammal.

### Bhutan
Väl framme i Bhutan berättar legenderna om under som Zhigpo utfört. Han ska sedan ha djupmediterat under en hel månad vid klostret i Paro Taktsang. I en vision ska han då ha blivit uppmanad av den indiske mästaren Padmasambhava (Guru Rinpoche) att färdas genom hela landet och meditera på tolv olika platser:
- Fyra dzong (fästningar) – Paro Taktsang, Tago Choying Dzong, Lingzhi Jagoe Dzong och Yangtse Thubo Dzong
- Fyra drak (klippor) - Gom Drak, Thukje Drak, Tsechu Drak och Dechen Drak
- Fyra fhug (grottor) - Tsedong Phug, Gawa Phug, Langthang Phug och Sengye Phug

Under sin färd  mötte Zhigpo Achog vid Darkar Latse och hon blev hans maka. De fick sonen Dampa.
Senare mötte han Sonam Paldron vid Chagzam-bron, när han kommit till Wang Sinmo. Hon hade tecknen på att vara en ḍākinī och mötet med henne hade varit en del av Tsangpa Gyares profetia. Zhigpo tog därför också henne till hustru. Bron kom senare att få namnet Lungten Zampa, ‘Profetians bro’. Zhigpo fick tillsammans med Sonam Paldron en dotter.
Zhigpo lämnade sedan Sonam Paldron och sin dotter i Dodena för att meditera på de platser som ännu återstod.
Med tiden kom Zhigpos läror att sprida sig i Bhutan och konkurrera med den förhärskande Kagyü-skolan. Det sågs inte med blida ögon att han tog följare från Kagyü. Han besvarade de formella brev med förtäckta hot som han fick motta, att han sänts av Onre Darma Sengye utifrån Tsangpa Gyares profetia och att Drukpa-kagyü var ödesbestämd att sprida sig i kungariket.
Han fick också med tiden sju söner tillsammans med Sonam Paldron. För att utröna vem av dem som skulle bli hans efterföljare tog han med dem till en bro och kastade dem alla i det strömmande vattnet. Tre söner drunknade och fyra överlevde. Dessa söner blev så småningom hans efterföljare och han sände dem åt olika håll i riket.
1251, vid 68 års ålder avled Zhigpo.